# Język tamilski
Język tamilski (tamil), tamilski: தமிழ் (tamizh) – język z rodziny drawidyjskiej, jej grupy południowej. Drugi, obok języka telugu, pod względem liczby użytkowników język tej rodziny – posługuje się nim około 65 mln Tamilów. Zamieszkują oni głównie południowoindyjski stan Tamil Nadu (60 mln) oraz wyspę Cejlon (4 mln). Językiem tym posługuje się także ponad milion emigrantów tamilskich w Malezji i Singapurze. Język urzędowy Singapuru, Sri Lanki i stanu Tamil Nadu.
Tamilski język literacki wykształcił się już w I w. n.e. Do zapisu używa się odrębnego pisma południowoindyjskiego (pisma tamilskiego).

## System fonologiczny

### Samogłoski
|          | Krótkie   | Krótkie | Krótkie  | Długie    | Długie | Długie |
| Przednie | Centralne | Tylne   | Przednie | Centralne | Tylne  |        |
| -------- | --------- | ------- | -------- | --------- | ------ | ------ |
| Wysokie  | i         |         | u        | iː        |        | uː     |
| Wysokie  | இ         |         | உ        | ஈ         |        | ஊ      |
| Średnie  | e         |         | o        | eː        |        | oː     |
| Średnie  | எ         |         | ஒ        | ஏ         |        | ஓ      |
| Niskie   |           | a       |          | (ai)      | aː     | (aw)   |
| Niskie   |           | அ       |          | ஐ         | ஆ      | ஒள     |

### Spółgłoski
W przeciwieństwie do większości języków indyjskich, w tamilskim nie ma rozróżnienia spółgłosek przydechowych i nieprzydechowych. W poniższej tabelce podano fonemy języka tamilskiego wraz z odpowiadającymi im znakami graficznymi w alfabecie tamilskim. W nawiasach obok podstawowej formy fonemu podano tzw. alofony, czyli najważniejsze warianty danego dźwięku.
|                      | Wargowe | Zębowe | Dziąsłowe | Retrofleksywne | Podniebienne | Tylnojęzykowe |
| -------------------- | ------- | ------ | --------- | -------------- | ------------ | ------------- |
| Zwarte               | p (b)   | t̪ (d̪)  |           | ʈ (ɖ)          | ʨ (ʥ)        | k (g) (x)     |
| Zwarte               | ப       | த      |           | ட              | ச            | க             |
| Nosowe               | m       | n̪      | ṉ         | ɳ              | ɲ            | ŋ             |
| Nosowe               | ம       | ந      | ன         | ண              | ஞ            | ங             |
| Uderzeniowe          |         | ɾ̪      |           |                |              |               |
| Uderzeniowe          | ர       |        |           |                |              |               |
| Drżące               |         |        | r         |                |              |               |
| Drżące               |         | ற      |           |                |              |               |
| Półotwarte centralne | ʋ       |        |           | ɻ              | j            |               |
| Półotwarte centralne | வ       |        |           | ழ              | ய            |               |
| Półotwarte Boczne    |         | l̪      |           | ɭ              |              |               |
| Półotwarte Boczne    |         | ல      |           | ள              |              |               |

W zależności od pozycji w wyrazie, poszczególne grafemy mogą oznaczać różne dźwięki. Podobnie jak w wielu innych językach, sąsiadujące ze sobą spółgłoski wykazują skłonność do upodobnienia pod względem miejsca i sposobu artykulacji. Wyrazy zapożyczone (zwykle z sanskrytu lub angielskiego) zazwyczaj zachowują wymowę języka pierwotnego, np. bas z ang. bus. Poniższa tabelka przedstawia wykaz grafemów spółgłoskowych i odpowiadające im dźwięki:
| Grafem | Grafem | Wymowa | Wymowa | Przykłady                                                            |
| ------ | ------ | ------ | --- | -------------------------------------------------------------------- |
| க்      | k      | k      | w nagłosie i przy podwojeniu bezdźwięcznie, jak polskie k                                                                                   | கால் kāl [kɑːl] „stopa”, பக்கம் pakkam [ˈpakːʌm] „strona”                |
| க்      | k      | g      | po spółgłoskach nosowych dźwięcznie, jak polskie g                                                                                          | நாங்கள் nāṅkaḷ [ˈn̪ɑːŋɡəɭ] „my”                                          |
| க்      | k      | x      | między samogłoskami tylnymi i centralnymi jak polskie ch                                                                                    | போகும் pōkum [ˈpoːxum] „pójdzie”                                        |
| க்      | k      | ɣ      | między samogłoskami przednimi dźwięcznie jak h w "Bohdan"                                                                                   | செய்கிறேன் ceykiṟēṉ [ˈsejɣireːn] „robię”                                  |
| ங்      | ṅ      | ŋ      | jak ng w ang. sing | இங்கே iṅkē [ˈiŋɡeː] „tutaj”                                            |
| ச்      | c      | s      | w nagłosie i między samogłoskami bezdźwięcznie jak polskie s                                                                                | சோறு cōṟu [ˈsoːrɯ] „gotowany ryż”, பசி paci [ˈpasi] „głód”              |
| ச்      | c      | ʨ      | przy podwojeniu jak polskie ć | பேச்சு pēccu [ˈpeːʨɯ] „mowa”                                            |
| ச்      | c      | ʥ      | po spółgłosce nosowej jak polskie dź | கொஞ்சம் koñcam [ˈkɔɲʥʌm] „trochę”                                       |
| ஞ்      | ñ      | ɲ      | jak polskie ń | பஞ்சு pañcu [ˈpaɲʒɯ] „bawełna”, ஞாபகம் ñāpakam [ˈɲɑːbəxʌm] „wspomnienie” |
| ட்      | ṭ      | ʈ      | w nagłosie (jedynie wyrazów zapożyczonych) oraz przy podwojeniu jako bezdźwięczna spółgłoska retrofleksywna (t z wygiętym do tyłu językiem) | டீ ṭī [ʈiː] ang. „tea”, கட்டு kaṭṭu [ˈkaʈːɯ] „wiązać”                   |
| ட்      | ṭ      | ɖ      | po spółgłoskach nosowych oraz między samogłoskami wymawiana jako d z wygiętym do tyłu językiem                                              | ஆண்டு āṇṭu [ˈɑːɳɖɯ] „rok”, படம் paṭam [ˈpaɖʌm] „obraz”                  |
| ண்      | ṇ      | ɳ      | retrofleksywne (wymawiane z wygiętym do tyłu językiem) n                                                                                    | பணம் paṇam [ˈpaɳʌm] „pieniądze”                                       |
| த்      | t      | t̪      | w nagłosie i przy podwojeniu jak polskie t                                                                                                  | தாய் tāy [t̪ɑːj] „matka”, சத்தம் cattam [ˈsat̪ːʌm] „upadek”                |
| த்      | t      | d̪      | po spółgłoskach nosowych wymawiane dźwięcznie, jak polskie d                                                                                | அந்த anta [ˈan̪d̪ə] „tamten”                                            |
| த்      | t      | ð      | między samogłoskami jak th w ang. the | மாதம் mātam [ˈmɑːðʌm] „miesiąc”                                        |
| ந்      | n      | n̪      | jak polskie n | நான் nāṉ [n̪ɑːn] „ja”                                                   |
| ப்      | p      | p      | w nagłosie i przy podwojeniu jak polskie p                                                                                                  | பல் pal [pal] „ząb”, உப்பு uppu [ˈupːɯ] „sól”                           |
| ப்      | p      | b      | po spółgłoskach nosowych wymawiane dźwięcznie, jak polskie b                                                                                | பாம்பு pāmpu [pɑːmbɯ] „wąż”                                             |
| ப்      | p      | β      | między samogłoskami wymawiane dźwięcznie | தீபம் tīpam [ˈt̪iːβʌm] „lampa”                                          |
| ம்      | m      | m      | jak polskie m | மீன் mīṉ [miːn] „ryba”                                                 |
| ய்      | y      | j      | jak polskie j | யார் yār [jɑːɾ] „kto”                                                  |
| ர்      | r      | ɾ      | jak polskie r z jednym uderzeniem czubka języka                                                                                             | அரை arai [ˈaɾai̯] „połowa”                                             |
| ல்      | l      | l      | jak polskie l | காலம் kālam [ˈkɑːlʌm] „czas”                                           |
| வ்      | v      | ʋ      | podobne do polskiego w | வானம் vānam [ˈʋɑːnʌm] „niebo”                                          |
| ழ்      | ḻ      | ɻ      | spółgłoska retrofleksyjna dźwięczna, brzmiąca pośrednio między polskim ż, l i „angielskim” r                                                | வழி vaḻi [ˈʋaɻi] „droga”                                              |
| ள்      | ḷ      | ɭ      | retrofleksyjne l | நீளம் nīḷam [ˈn̪ɨːɭʌm] „długość”                                        |
| ற்      | ṟ      | r      | między samogłoskami jako "wibrujące" r z kilkoma uderzeniami czubkiem języka                                                                | அறை aṟai [ˈarai̯] „pokój”                                              |
| ற்      | ṟ      | tːr    | przy podwojeniach wymawiane jako połączenie dziąsłowego t i r                                                                               | காற்று kāṟṟu [ˈkɑːtːrɯ] „wiatr”                                         |
| ற்      | ṟ      | dr     | po nosowych wymawiane jako połączenie dziąsłowego d i r                                                                                     | பன்றி paṉṟi [ˈpandri] „świnia”                                         |
| ன்      | ṉ      | n      | dziąsłowe n | பூனை pūṉai [ˈpuːnai̯] „kot”                                             |
| ஜ்      | j      | ʥ      | jak polskie dź | ஜாதி jāti [ˈʤɑːði] „kasta”                                             |
| ஷ்      | ṣ      | ʂ      | retrofleksywne (wymawiane z odgiętym do tyłu językiem) sz                                                                                   | கஷ்டம் kaṣṭam [ˈkaʂʈʌm] „trudność”                                     |
| ஸ்      | s      | s      | jak polskie s | புஸ்தகம் pustakam [ˈpustʌxʌm] „książka”                                 |
| ஹ்      | h      | ɦ      | dźwięczne h | ஹஜி haji [ˈɦaʤi] „hadżdżi”                                            |
| ஃ      | ḵ      | h      | przydech krtaniowy, jak angielskie h w have                                                                                                 | அஃறிணை aḵriṇai [ˈahrɨɳɛi̯] „rodzaj nijaki”                              |

## Morfologia
Z punktu widzenia typologicznego tamilski jest językiem aglutynacyjnym, relacje gramatyczne odzwierciedlane są za pomocą systemu sufiksów i postpozycji.

## Składnia
Tamilski jest językiem typu SOV, czyli czasownik występuje zwykle na końcu zdania. Jednak składnia języka jest dość elastyczna i może on pojawiać się także w innych miejscach, powodując subtelne różnice w znaczeniu.
Tamilski preferuje postpozycję w stosunku do prepozycji. Podmiot zdania nie musi być wyrażony bezpośrednio (podmiot gramatyczny), może pozostać domyślny. Nie jest też obowiązkowe występowanie zarówno orzeczenia, jak i dopełnień. Zdanie może składać się jedynie z czasownika (np. muṭintuviṭṭatu – ukończony) lub tylko z podmiotu i dopełnienia (atu eṉ vīṭu – to [jest] mój dom). Język tamilski nie posiada łącznika, a więc formy osobowej czasownika być, służącej do łączenia cech obiektu z samym obiektem w ramach zdania.

## Słownictwo
Zasób leksykalny w większej części drawidyjski, istnieje pewna ilość zapożyczeń z sanskrytu, języków munda i innych. W odróżnieniu od innych języków drawidyjskich stopień sanskrytyzacji słownictwa jest stosunkowo niewielki.

## System pisma

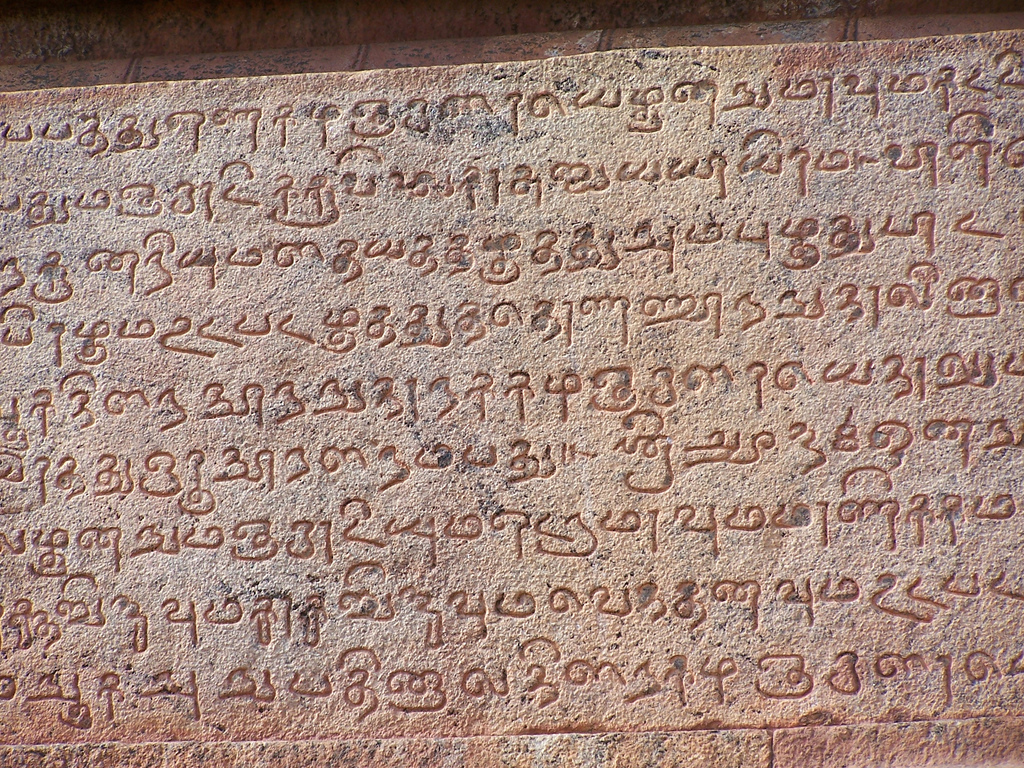
Starożytne pismo tamilskie, bardzo różniące się od współcześnie używanego

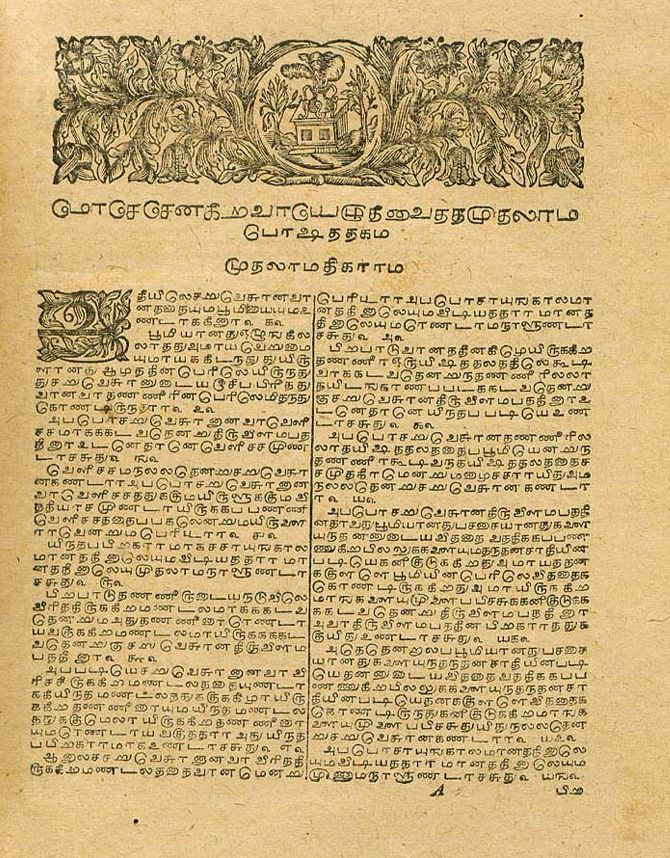
Strona Biblii w języku tamilskim
(1723)

Pismo tamilskie to alfabet sylabiczny, a więc jeden znak oznacza jedną sylabę. Większość znaków składa się z elementu spółgłoskowego i samogłoskowego, choć istnieją też grafemy oznaczające samodzielne samogłoski. Alfabet tamilski zawiera 12 elementów samogłoskowych, 18 spółgłoskowych, co daje razem 276 znaków kombinowanych. Oprócz tego jest też 5 znaków grantha, służących do zapisu słów zapożyczonych z sanskrytu.